# Лі Каск'яро
Лі Каск'яро (англ. Lee Casciaro, нар. 29 вересня 1981, Гібралтар) — гібралтарський футболіст, нападник національної збірної Гібралтару та клубу «Лінкольн Ред Імпс».

## Клубна кар'єра
У дорослому футболі дебютував 2006 року виступами за команду клубу «Лінкольн Ред Імпс».

## Виступи за збірну
7 вересня 2014 року дебютував в офіційних матчах у складі національної збірної Гібралтару в матчі проти Польщі кваліфікаційного раунду до Євро-2016. 29 березня 2015 року забив перший гол за збірну, у матчі цього ж відбору, у ворота збірної Шотландії. Цей гол став для гібралтарців першим, забитим в офіційних турнірах.

## Титули і досягнення
- Чемпіон Гібралтару (16):

«Лінкольн Ред Імпс»: 2006-07, 2007-08, 2008-09, 2010-11, 2011-12, 2012-13, 2013-14, 2014-15, 2015-16, 2017-18, 2018-19, 2020-21, 2021-22, 2022-23, 2023-24, 2024-25
- Володар Кубка Гібралтару (15):

«Лінкольн Ред Імпс»:  2002, 2004, 2005, 2006, 2007, 2008, 2009, 2010, 2011, 2014, 2015, 2016, 2021, 2022, 2024
- Володар Прем'єр-Кубка Гібралтару (1):

«Лінкольн Ред Імпс»: 2013-14
- Володар Суперкубка Гібралтару (10):

«Лінкольн Ред Імпс»: 2007, 2008, 2010, 2011, 2013, 2014, 2015, 2017, 2022, 2025